# ایلفسهایم
ایلفسهایم (به آلمانی: Ilvesheim) یک شهر در آلمان است که در راین-نکار-کرایس واقع شده‌است. ایلفسهایم ۷٬۷۱۲ نفر جمعیت دارد.